# Pangasius larnaudii
Pangasius larnaudii ist eine Fischart aus der Gattung Pangasius innerhalb der Familie der Haiwelse. Sie kommt im Mae Nam Chao Phraya und im Mekong in Thailand, Vietnam, Laos, Kambodscha und Myanmar vor. Die Art wird kommerziell befischt.

## Merkmale
Pangasius larnaudii unterscheidet sich von anderen Arten der Gattung durch einen großen, schwarzen Fleck direkt über der Brustflosse. Rücken-, Brust-, Bauch- und Afterflosse tragen fadenartige Fortsätze. Beide Lappen der Schwanzflosse tragen gewöhnlich einen schwarzen Streifen. Die Tiere erreichen eine Länge von etwa 80 cm, maximal 130 cm, und ein Gewicht von bis zu 4,8 kg.
Die Chromosomenzahl beträgt 2n = 60.

## Lebensweise
Die Art besiedelt große Flusssysteme und findet sich sowohl in schnellfließenden Regionen als auch in langsam fließendem, tiefen Wasser. Der Laich wird zu Beginn der Regenzeit abgesetzt, danach wandern die Alttiere in die Überflutungsebenen ein. Als Nahrung dienen kleine Fische, Krustentiere, Weichtiere und Pflanzen.

## Weblink
- Pangasius larnaudii in der Roten Liste gefährdeter Arten der IUCN 2013.1. Eingestellt von: Baird, I., 2011. Abgerufen am 17. November 2013.